# Żebbuġ
Żebbuġ (również Ħaż-Żebbuġ, wym. [ħazˈzɛbbʊtʃ]; hist. Città Rohan) – jedna z jednostek administracyjnych na Malcie.